# Aftersun
Aftersun é um filme de drama britânico-americano de 2022. Escrito e dirigido por Charlotte Wells, é estrelado por Paul Mescal, Frankie Corio e Celia Rowlson-Hall.
Recebeu quatro indicações ao BAFTA 2023, com Wells ganhando o de melhor estreia de roteirista, diretor ou produtor britânicos. Mescal foi indicado ao Oscar de melhor ator na 95.ª edição. Aftersun foi nomeado um dos melhores filmes de 2022 pela National Board of Review e eleito o melhor em uma votação da Sight & Sound.

## Sinopse
Uma mulher relembra embarcar em férias de verão para Turquia com seu pai durante sua infância.

## Elenco
- Paul Mescal como Calum
- Frankie Corio como Sophie
  - Celia Rowlson-Hall como Sophie (adulta)
- Brooklyn Toulson
- Sally Messham
- Harry Perdios como Toby

## Produção e lançamento
Aftersun é a estreia no cinema da diretora e escritora Charlotte Wells. Chamando-o de "emocionalmente autobiográfico", ela procurou se aprofundar em "um período diferente" em uma relação entre um jovem pai e uma filha do que o que explorou em seu curta-metragem de estreia de 2015, Tuesday. Frankie Corio foi uma das mais de 800 candidatas ao papel. As filmagens aconteceram na Turquia.
O filme estreou como parte da Semana Internacional da Crítica durante o Festival de Cannes de 2022. Foi distribuído na Áustria, França, Alemanha, Índia, Irlanda, Itália, América Latina, Espanha, Turquia e Reino Unido pelo MUBI e nos Estados Unidos e Canadá pela A24.

## Recepção
De acordo com o site agregador de revisão Rotten Tomatoes, Aftersun tem uma classificação de aprovação de 100% com base em 16 avaliações de críticos, com uma classificação média de 8,6/10. Metacritic atribuiu ao filme uma pontuação média ponderada de 90 de 100 com base em 9 avaliações, indicando “aclamação universal”. Fionnuala Halligan do Screen Daily escreveu que a “pesquisa medida, mas implacável de Wells... a marca como uma das novas vozes mais promissoras do cinema britânico nos últimos anos.” Guy Lodge, de Variety descreveu o filme como “sensual, fortemente comovente”. Carlos Aguilar, do ‘’The Wrap’’, elogiou a cinematografia “visualmente fluida” de Gregory Oke e pensou que “evoca uma melancolia radiante”.